# 天童市高校生学友殺人事件
 天童市高校生学友殺人事件 （てんどうしこうこうせいがくゆうさつじんじけん）とは、1976年8月23日に山形県天童市で男子高校生が友人の男子高校生を刺殺した事件である。

## 概要
1976年8月23日午前3時ごろ、X高校1年生の男子生徒A（当時16歳）が、Aの自宅に泊まりに来ていたX高校2年生の男子生徒B（当時16歳）を登山ナイフでメッタ刺しにして殺害し、逃走したが、数時間後に逮捕された。動機は、過去に生徒会長選挙に敗れたことなどBに対する嫉みであった。逮捕後にAは 医療少年院に送致された。

## 事件の背景
AとBは元々同級生であった。中学生時代には二人とも成績がよかったが、徐々にBが上位になることが増えていった。AとBが生徒会長選挙に立候補した歳には、Bが生徒会長になり、Aは落選していた。この頃からAはBをライバル視するようになった。高校入学後に、Aはノイローゼになり出席日数も不足し、2年生に進級する際に留年した。
取り調べでAは動機について「Bは自分より成績が悪いのに人気者だった。中学の時にBが生徒会長になって自分は落選したことで嫉んでおり、Bを殺そうと計画していた」と語った。
1975年夏頃に殺害目的でナイフを購入していたが、1976年春に母親に見つかり取り上げられたため、同年4月に再度購入して隠し持っていた。
AがBと交友を続けた理由として「親友のように振る舞い接触が増えれば、犯行におよぶ機会が増えるから」と供述していた。事件前の日記には殺害方法や逃走ルートなど犯行計画が記載されていた。またBが泊まりに来た際の深く眠りに就くまでの様子を観察し記録するなど、周到に準備をしていた。

## 事件
Aは事件前日（8月22日）、Bに自分の家に泊まりに来るよう誘い、Bの来訪後は、外食をしてから自室で過ごしていた。23日午前3時頃に、寝ていたBの腹を刺し、さらに逃げようとするところを背中などを何度も刺した。物音に気付いたAの兄（当時27歳）がとがめたが、隙を見て窓から逃走し、舞鶴山に逃げ込んだ。召集された天童署の署員や高校の担任教諭などが捜索、呼びかけを行い、午前8時45分頃、藪から出てきたところを同署署員に逮捕された。

## 逮捕後の経緯
1977年2月、家裁調査官の面接結果、山形少年鑑別所の性格、判断力検査結果、山形大医学部での精神鑑定結果をもとに審判を行い、山形家裁は、Aが性格異常であると認定し、医療少年院送致を決定した。
Bの遺族はAの親に対して示談交渉を行っていたが、和解に至らず、1977年5月に5000万円の賠償請求を求める訴訟を起こした。提訴理由として、
1. 事件当時Aは判断能力を欠いた未成年者であり両親には監督責任があった。
2. 犯行前に家族に暴力を振るうなど攻撃的な面を見せており、他者へ危害を加えることのないよう注意を払う必要があった。

などをあげた。
山形地裁は1980年12月に「高校生同士の殺人事件という特異性から、和解により終結するのが妥当」と勧告、1981年1月21日に和解が成立した。

### 関連書籍
- 「山形県年鑑」昭和53年版150-151頁